# إلينور فير
إلينور فير (بالإنجليزية: Elinor Fair) هي ممثلة أمريكية، ولدت في 21 ديسمبر 1903 في ريتشموند في الولايات المتحدة، وتوفيت في 26 أبريل 1957 في سياتل في الولايات المتحدة.

## وصلات خارجية
- إلينور فير على موقع IMDb (الإنجليزية)
- إلينور فير على موقع قاعدة بيانات الفيلم (الإنجليزية)